# Deinonychosauria
Clade
Classification phylogénétique
- ? Epidendrosaurus †
- ? Richardoestesia †
- Avepectora ou Metornithes
  - Alvarezsauridae †
    -       - Oviraptoromorpha †
        - Microvenator †
        - Therizinosauroidea
ou Segnosauria †
        - Oviraptorosauria †
          - Bagaraatan †
          - Xinjiangovenator †

        - Paraves ou Eumaniraptora
          - Pedopenna †
          - Avialae
            - Epidendrosaurus †
            - Aves (Oiseaux)

          - Deinonychosauria †
            - Troodontidae †
            - Dromaeosauridae †

Deinonychosauria, les déinonychosaures,, (les « lézards à griffe terrible ») est un clade éteint de théropodes connu du Jurassique supérieur jusqu'à la fin du Crétacé. Ces carnivores se reconnaissent à la longue griffe en forme de faucille qu'ils portent sur le second orteil de leurs pattes postérieures. Ce clade se subdivise en deux familles, les dromæosauridés et les troodontidés.
Les dromæosauridés comptent différents types de prédateurs au Crétacé comme Dromaeosaurus, Deinonychus ou Velociraptor. Ils étaient spécialisés : si le massif Utahraptor pouvait s'en prendre à de grosses proies, Microraptor, d'une quarantaine de centimètres, chassait probablement surtout des lézards, des mammifères et des insectes. Les griffes rétractiles pouvaient servir à blesser et affaiblir de grandes proies ou bien simplement gratter le sol pour déterrer des pontes d'autres dinosaures, des mammifères, des tortues ou des amphibiens.
Les troodontidés, eux, sont apparus au Jurassique supérieur, et étaient plus légers et plus petits que les dromaeosauridés. Les plus connus sont « Troodon » et Saurornithoides.
Selon certaines définitions, les Deinonychosauria et les Dromaeosauridae sont synonymes.

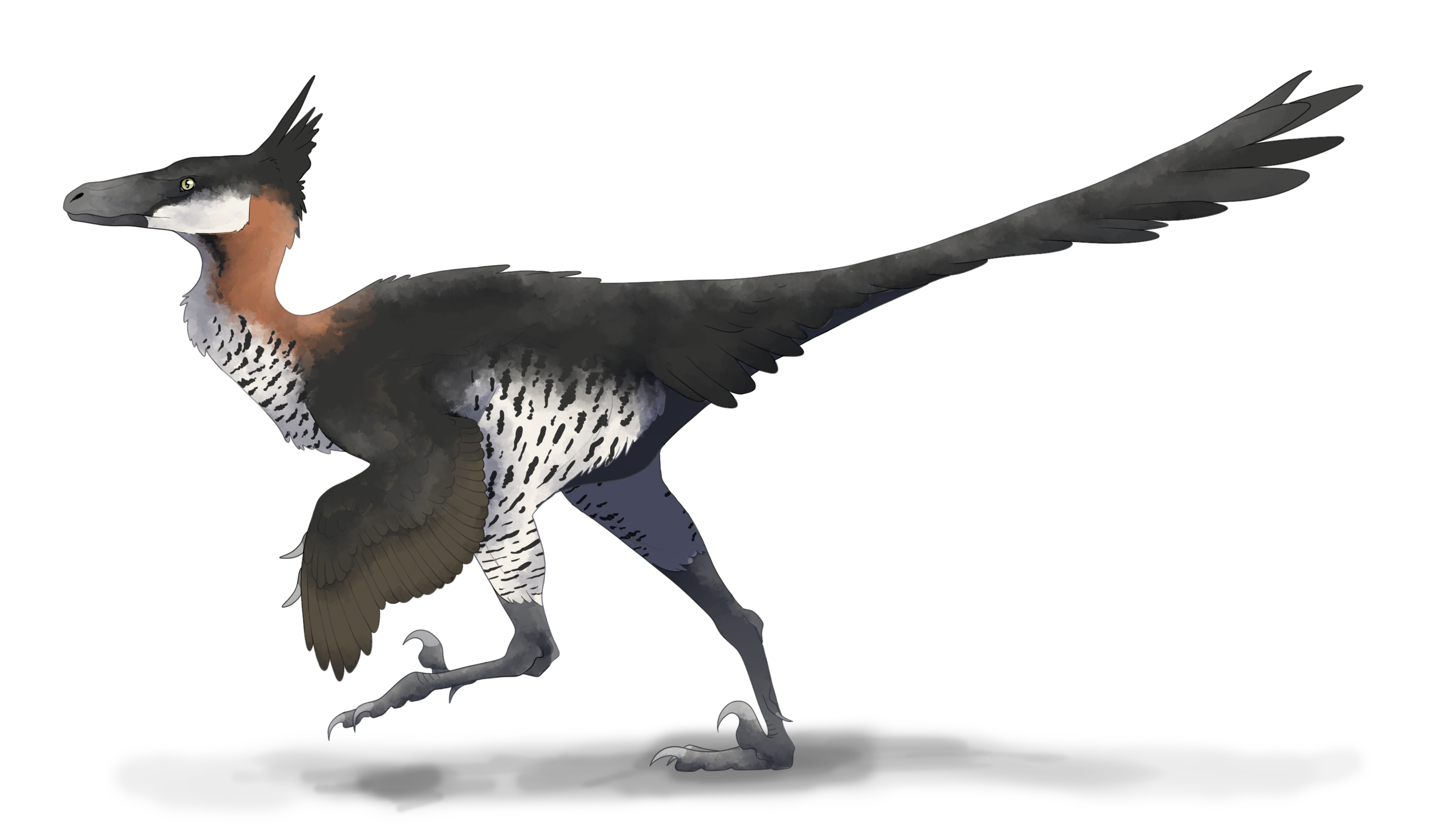
Saurornithoides mongoliensis

## Liste des familles
- Dromaeosauridae
- Troodontidae
- ? Archaeopterygidae[6]